# بانايتان

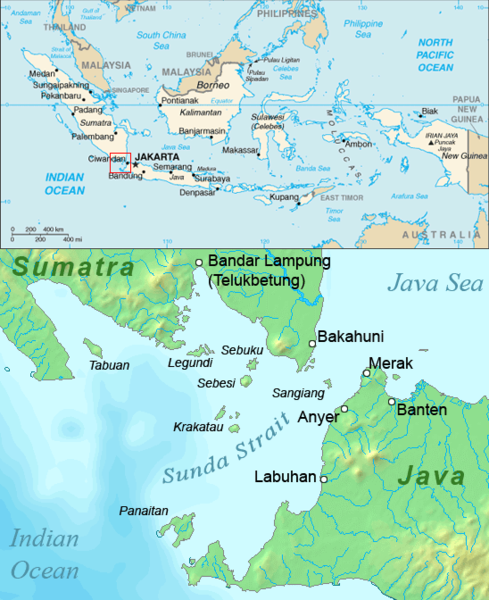
مضيق سوندا وتظهر جزيرة بانايتان

بانايتان أو جزيرة الأمير، (وأحياناً أيضاً جزيرة الأميرة) هي جزيرة تقع في مضيق سوندا، بين جاوة وسومطرة. وهي أكبر جزيرة في المضيق، وتقع بالقرب من الطرف الغربي لجزيرة جاوة. والجزيرة بركانية في الأصل تشبه جزيرة كراكاتوا القريبة منها، الرغم ذلك فلا تعرف أي ثورات تاريخية في هذه الجزيرة.
اسم «جزيرة الأمير» على ما يبدو سميت به لأنها كانت تعتبر ملكا خاصاً للأمراء الجاويين في الماضي.
الجزيرة من الناحية الإدارية هي جزء من مقاطعة باندغلانغ التابعة لمقاطعة بانتن .
لم تعان الجزيرة بشدة من ثوران بركان كراكاتوا في عام 1883 مثل العديد من الجزر الأخرى في المنطقة، فقد أصيبت الأجزاء الشمالية والشرقية من الجزيرة من قبل تسونامي ، ولكن تم العثور على 55 جثة فقط في وقت لاحق.

## مواقع خارجية
- موقع سياحي عن الجزيرة
- موقع سياحي ثان